# Андре Кемпбелл
Андре Кемпбелл (англ. Andre Campbell; нар. 14 березня 1989, Портмор) — ямайський футболіст, що грав на позиції захисника. Виступав, зокрема, за клуб «Портмор Юнайтед», а також національну збірну Ямайки.

## Клубна кар'єра
У дорослому футболі дебютував 2006 року виступами за команду «Портмор Юнайтед», в якій провів п'ять сезонів. Разом з командою вигравав чемпіонат та кубок Ямайки. У 2011 році перейшов до «Вотергауза», де провів один сезон
У 2012 році перейшов до «Нутоддена». У новій команді дебютував 5 серпня 2012 року в програному (1:2) поєдинку другого дивізіону норвезького чемпіонату проти «Брюне». За підсумками сезону «Нутодден» фінішував на передостанньому місці та вилетів до третього дивізону норвезького чемпіонату. 38 березня 2014 року підписав контракт з представником United Soccer League «Вілмінгтон Гаммергедз» Взимку 2014 року став одним з трьох ямайських футболістів, які приєдналися до команди (разом з Джейсоном Вотсоном та Ашані Феєрклоугом). потім грав за «Оріндж Каунті Блюз».
У листопаді 2016 року підписав контракт на один сезон (2017) з «Оттава Ф'юрі». У листопаді 2017 року залишив команду.

## Виступи за збірні
2009 року залучався до складу молодіжної збірної Ямайки. У серпні 2013 року викликався до олімпійської збірної Ямайки для участі в кваліфікаційному турінірі до Олімпіади.
2008 року дебютував в офіційних матчах у складі національної збірної Ямайки. Протягом кар'єри у національній команді, яка тривала 5 років, провів у її формі 6 матчів.

## Досягнення

### Клубні
«Портмор Юнайтед»
- Чемпіонат Ямайки
  -  Чемпіон (1): 2008

- Кубок Ямайки
  -  Володар (1): 2007